# Академія Св. Василія (Дженкінтаун, Пенсільванія)
Академія Св. Василія (англ. Saint Basil Academy) — приватна середня школа для дівчат в місті Дженкінтаун, штат Пенсільванія, що діяла у 1931–2021 роках. Заклад підпорядковувався Українській католицькій архиєпархії Філадельфії. 
Академія святого Василія була заснована в 1931 році Сестрами Чину Святого Василія Великого. Закрита 2021 року.

## Історія
На початку XX століття Сестри Чину Святого Василія Великого (англ. Sisters of Saint Basil) приїхали до США. У 1911 році Сестри приїхали до Філадельфії на запрошення Преосвященного Сотера Ортинського, який був першим українським предстоятелем УГКЦ в Америці.
Перші кілька десятиліть Сестри витрачали свої зусилля на навчання українських іммігрантів релігії, мови та культури, крім того — вони займалися навчанням і вихованням дітей початкових класів в інтернатах та парафіях, але за ці роки вони не забули ідеї створення власної католицької середньої школи для дівчат. 19 липня 1931 року була створена Академія святого Василія. Заняття проходили в авдиторіях новозбудованого будинку монастиря, освяченого за день до цього.
Простір та обмежені можливості на головному кампусі вже не могли забезпечити оновлене розширення лабораторій та бібліотек протягом наступних років. У 1968 році адміністрація академії Сестер Чину Святого Василія Великого взялася за будівництво нової будівлі, здатної прийняти до 400 учнів, в тому ж році академія переїхала в нову будівлю, в який перебувала до закриття 2021 року.
Закрита 2021 року у зв'язку з фінансовими труднощами, які посилилися через пандемію COVID-19 у 2020–2021 роках.

## Програма навчання
Академія Святого Василія пропонувала навчальні предмети з акцентом на підготовку до вищої освіти, а також активно займалася фізичною підготовкою студентів. Деякі курси були орієнтовані на бізнес та навчали тих студентів, які цікавляться сферами бізнесу та комп'ютерів. Пропонувалися також факультативи з образотворчого мистецтва.

## Список директорів
- Сестра Карла Ернандес, ЧСВВ (1986—2012)[5]
- Гвенда Коте (2012—2021)[6]